# パトリック・ベリンジャー
パトリック・ネルソン（ニーソン）・リンチ・ベリンジャー（Patrick Nelson/Nieson Lynch Bellinger 、1885年10月8日-1962年5月30日）はアメリカ海軍の軍人、最終階級は中将。
アメリカ海軍航空隊における初期のパイロットの一人で、海軍パイロット第8号。大西洋横断飛行総指揮官を務めたほか、初めて対空砲火を受けたアメリカ人パイロットとして記録されている。第二次世界大戦には哨戒航空隊司令官、合衆国艦隊のスタッフなどとして臨んだ。1941年12月8日の真珠湾攻撃の際「真珠湾空襲さる。これは演習ではない(Air raid. Pearl Harbor - this is no drill.)」と緊急放送したのはベリンジャーであった。

## 生涯
1885年10月8日にサウスカロライナ州チェローに生まれた。海軍兵学校（アナポリス）に進み、1907年に卒業。卒業年次から「アナポリス1907年組」と呼称されたこの世代の同期にはレイモンド・スプルーアンスがいる。ベリンジャーはアナポリス卒業後、戦艦「バーモント」に配属され、グレート・ホワイト・フリートの世界一周航海に参加する。サンフランシスコ停泊中の1908年5月12日に戦艦「ウィスコンシン」に転属となり、候補生としての2年間を経たのち、1909年6月7日に少尉に任官する。1909年5月から10月までは防護巡洋艦「モンゴメリー」、1909年10月から1912年4月までは戦艦「サウスカロライナ」乗組みとなり、1912年4月19日付で大西洋潜水部隊に転じる。潜水母艦「セヴァーン」配属を経て9月までは潜水艦C-4艦長を務める。ここまでは潜水艦畑を進んでいたベリンジャーであったが、1912年11月になってアナポリスにおいて航空に転科する。
1913年1月、ベリンジャーは航空訓練が行われているグァンタナモ湾に向かい、一定の訓練を3月16日まで行ったのち「サウスカロライナ」に戻ったが、これがアメリカ艦隊の冬季演習で初めて航空機が参加した事例となり、航空機に潜水艦や敷設機雷を発見するのに効果があることを証明した。6月13日にはカーチス水上飛行機を駆って6,200フィートの高度を飛ぶ当時の最高記録を樹立した。翌1914年、ベリンジャーはベラクルス戦役に戦艦「ミシシッピ」を母艦とする水上機部隊の一員として戦闘に参加する。この戦闘でベリンジャーは初めて交戦国の上空を飛行し、弾丸1発が機体に当たったが無事に帰還した。これが、アメリカ軍の航空機が敵と交戦した最初となり、名誉勲章受章のための推薦を受けたが、選に漏れて受章はならなかった。ベラクルスから帰還後の7月から12月まで、ベリンジャーは装甲巡洋艦「ノースカロライナ」で航空訓練任務を務め、1915年1月にはフロリダ州ペンサコーラの海軍飛行学校に赴任。そして、1915年1月21日付で正式に海軍パイロット第8号として認定された。以降は海軍飛行学校と「ノースカロライナ」での任務を繰り返し、1917年5月9日には水上飛行機によって海軍最初の夜間飛行を成功させた。
第一次世界大戦終結後の1919年、海軍の大西洋横断飛行遠征が企画され、ベリンジャーは総指揮官として三機のカーチス NC飛行艇の内の一機であるNC-1に搭乗することとなった。NC-1には、のちに空母任務部隊司令官として名を馳せるマーク・ミッチャー（アナポリス1910年組）もクルーの一人として加わった。5月8日、ベリンジャーのNC-1は、ジョン・ヘンリー・タワーズ（アナポリス1906年組）が機長のNC-3およびアルバート・カッシング・リード（アナポリス1907年組）が機長のNC-4を率いてロックアウェイ海軍航空基地を出発して大西洋横断に挑戦するが、ベリンジャーのNC-1とタワーズのNC-3は濃霧に悩まされて着水を余儀なくされ、駆逐艦「グリッドレイ」の救援を仰いだがNC-1は機体が沈没し、ベリンジャー以下NC-1のクルーはギリシャ貨物船「イオニア」に救助された。タワーズのNC-3もアゾレス諸島ポンタ・デルガダより先に進むことはかなわなかったが、リードのNC-4は5月27日にリスボンに到着して大西洋横断飛行を完成させた。ベリンジャー自身の大西洋横断飛行は成功しなかったものの、リーダーシップが評価されてタワーズとともに海軍十字章が授与された。
大西洋横断飛行指揮後のベリンジャーはしばらくの間デスクワークに回り、海軍作戦部や海軍省航空課に配属される。しかし、航空課が航空局に格上げされた1921年8月からは部隊勤務に戻り、1923年6月までの間に太平洋艦隊航空隊、偵察艦隊航空隊、水上機母艦「ライト」 (USS Wright, AV-1) 飛行隊のトップを歴任。1925年9月に「ライト」の副長となったあと、海軍大学校を受講。受講後は戦闘艦隊の航空参謀を経て1926年9月4日から1927年11月8日まで合衆国艦隊航空参謀を務めた。再度の海軍作戦部勤務、ローマのアメリカ大使館駐在武官を経て1931年7月から「ライト」艦長、1932年7月から1933年6月までは空母「ラングレー」 (USS Langley, CV-1) 艦長を務めた。航空局勤めののち、1936年6月から1937年6月の間は空母「レンジャー」艦長。戦闘艦隊空母群の参謀長を務めたあと、1938年7月から1940年11月までノーフォーク海軍航空基地司令、少将に進級してホノルルに移り第二哨戒航空隊司令官に就任した。そして1941年12月8日、ベリンジャーは真珠湾攻撃に遭遇する。
1942年5月、ベリンジャーは太平洋戦域哨戒航空隊の司令官となり、8月には合衆国艦隊司令長官兼海軍作戦部長アーネスト・キング大将（アナポリス1901年組）の参謀長を務めた。1943年3月には大西洋艦隊航空部隊司令官に転じ、1943年10月に中将となった。戦争終結後の1946年3月7日にアメリカ海軍将官会議メンバーとなり、1947年7月7日に退役。その後は企業社長などを務めたほかはバージニア州コビントンで余生を過ごし、1962年5月30日にバージニア州クリフトンフォージュで亡くなった。76歳没。ベリンジャーはアーリントン国立墓地第2区画に埋葬されている。

## 受章歴
ベリンジャーは海軍十字章のほかに、殊勲章、イタリアの聖マウリッツィオ・ラザロ勲章、ポルトガルの塔と剣の勲章、フランスのレジオンドヌール勲章「戦闘十字章」を受章している。